# لويد أورز
لويد أورز هو مدرب كرة قدم مرخص من الاتحاد الأوروبي لكرة القدم والمدير الفني الحالي لإتحاد جزر مارشال لكرة القدم 

## مهنة
بدأ أورز مسيرته الكروية في اللعب بشكل شبه احترافي في إنجلترا حتى كان عمره 24 عاما. بعد أن توقف عن اللعب، عمل ضمن مستويات مختلفة من التدريب. بالإضافة إلى ذلك، عمل مع اتحاد كرة القدم، حيث قدم ورش عمل تعليمية للتدريب بالإضافة إلى الإشراف على التدريب والتوجيه في أوكسفوردشاير. كان مدير فريق أكسفورد سيتي تحت 23 عاما وكان له أدوار فنية مع مانسفيلد تاون وكولشستر يونايتد ومدينة تشيلمسفورد. لقد تدرب في كندا وإنجلترا والسويد والولايات المتحدة  حاليا، هو مساعد مدير في كيدلينجتون

## المدير الفني لجزر مارشال
تعيين أورز مديرا فنيا ل ميس اف في ديسمبر 2022 من قبل رئيس المنظمة، شيم ليفاي. في صيف عام 2023، سافر أورز إلى الجزر لأول مرة وأدار أول دورة تدريبية رسمية لكرة القدم للأطفال. خلال ذلك الصيف، أدار دورة تدريبية للرجال والنساء المهتمين بالرياضة، وقاد ورشة عمل تدريبية،وحدد أهدافه للمنظمة لدخول تصفيات كأس العالم لكرة القدم وكأس أمم رجال أوقيانوسيا.
خلال زيارته للجزر، شارك أورز في مناقشات مع اللجنة الأولمبية الوطنية لجزر مارشال مما سمح بالاعتراف بقوة الولايات المتحدة من قبل تلك اللجنة. كما التقى بوزارة التعليم في البلاد وساعد في دمج الرياضة في مناهج التعليم الوطنية.

## مرتجع
1. 1 2  Bjerkevoll, Ola (23 Dec 2022). "Marshall Islands hire first ever technical director". Football in Oceania (بالإنجليزية الأمريكية). Archived from the original on 2022-12-28. Retrieved 2024-05-23.
2. ↑  "Marshall Islands: Lloyd Owers appointed technical director of last country without a national football team". Sky Sports (بالإنجليزية). Archived from the original on 2023-04-08. Retrieved 2024-05-23.
3. ↑  "The Marshall Islands are trying to build a soccer team, but their dreams extend far beyond sport". ESPN.com (بالإنجليزية). 27 Mar 2023. Archived from the original on 2024-04-22. Retrieved 2024-05-23.
4. ↑  "About – Coach Development" (بالإنجليزية الأمريكية). Archived from the original on 2024-04-22. Retrieved 2024-05-23.
5. 1 2  "Marshall Islands: The 'last country' on Earth without a national football team". BBC Sport (بالإنجليزية البريطانية). 10 Oct 2023. Archived from the original on 2024-02-16. Retrieved 2024-05-23.
6. ↑  "Club Statement". www.kidlingtonfootballclub.com (بالإنجليزية). Archived from the original on 2024-04-25. Retrieved 2024-05-23.
7. ↑  "Lloyd Owers announced as MSSF's technical director". Official Site of MISF (بالإنجليزية البريطانية). 18 Jan 2023. Archived from the original on 2024-04-22. Retrieved 2024-05-23.
8. ↑  "Meet Brit battling to set up world's last national football team". The Sun. 15 أكتوبر 2023. مؤرشف من الأصل في 2024-04-23. اطلع عليه بتاريخ 2024-05-23.
9. ↑  "Get Set For Soccer Schedule Announced". Official Site of MISF (بالإنجليزية البريطانية). 2 Jul 2023. Archived from the original on 2024-04-22. Retrieved 2024-05-23.
10. ↑  "We sent our Technical Director to the Marshall Islands!". Official Site of MISF (بالإنجليزية البريطانية). 17 Sep 2023. Archived from the original on 2024-04-22. Retrieved 2024-05-23.